# Кресс, Виктор Мельхиорович
Ви́ктор Мельхио́рович Кресс (род. 16 ноября 1948, с. Власово-Дворино Палкинского (ныне Антроповского) района Костромской области) — российский государственный деятель, член Совета Федерации (сенатор) — представитель от администрации Томской области (с января 1996 по январь 2002, затем c мая 2012). В 1991—2012 годах — глава администрации, затем губернатор Томской области. Кандидат экономических наук.
Из-за вторжения России на Украину, находится под международными санкциями стран Евросоюза, США, Великобритании и других стран.

## Биография

### Детство и юность
Родился в крестьянской семье советских немцев. Родители — Мельхиор и Марта Кресс, кроме Виктора воспитывали ещё пятерых сыновей и дочь Лидию. Согласно паспортным данным, Виктор Кресс родился 16 ноября. Однако, по утверждению самого политика, на самом деле он родился 15 декабря. Вскоре после рождения вместе с родителями переехал в посёлок Яшкино Кемеровской области, где спецпереселенцами жили его дедушка и бабушка. Там же он получил среднее образование. С 7 лет, в свободное от учёбы время работал вместе с родителями в совхозе.

### Образование и работа
В 1971 году окончил Новосибирский сельскохозяйственный институт по специальности “учёный-агроном”, после чего был распределён в Томскую область. Вначале он стал простым агрономом, а затем — главным агрономом пригородного совхоза «Корниловский» Томского района. В 1975—1979 годах — директор совхоза «Родина» Томского района.
В 1979—1985 годах — председатель Томского областного производственного объединения по агрохимическому обслуживанию сельского хозяйства «Сельхозхимия».
С 1985 — заместитель председателя Агропромышленного комитета Томской области по производству.
В 1987—1990 годах — первый секретарь Первомайского райкома КПСС. В 1988—1991 гг. учился в Академии общественных наук при ЦК КПСС по специальности «Политология».
- В марте 1990 года он был избран депутатом Томского областного Совета народных депутатов[2][10], а через месяц (19 апреля) стал его председателем[10][13]. Входил в группу умеренных депутатов, дистанцируясь как от сторонников ортодоксально-коммунистической идеологии, так и от радикалов-демократов[14].
- Во время событий 19-21 августа 1991 года в Москве Томский областной совет[15][16] и лично Кресс не поддержали ГКЧП[17]. 23 августа на пленуме Томского обкома КПСС Кресс заявил о своём выходе из состава членов обкома партии[3][18] в связи с непринципиальной позицией, якобы занятой первым секретарём обкома КПСС Александром Поморовым[2]. Вскоре он покинул ряды и самой компартии[2][19].

### Руководство Томской областью
20 октября 1991 года указом Президента РСФСР Бориса Ельцина Виктор Кресс был назначен на пост главы администрации Томской области. После перехода Кресса в исполнительную власть, должность председателя областного совета оставалась вакантной до апреля 1992 года, когда новым председателем после многочисленных попыток был избран его заместитель Григорий Шамин. 15 октября 1993 года глава администрации Виктор Кресс своим постановлением распустил областной совет народных депутатов, а до этого поддержал Ельцина в противостоянии с Верховным Советом.

#### Губернаторство

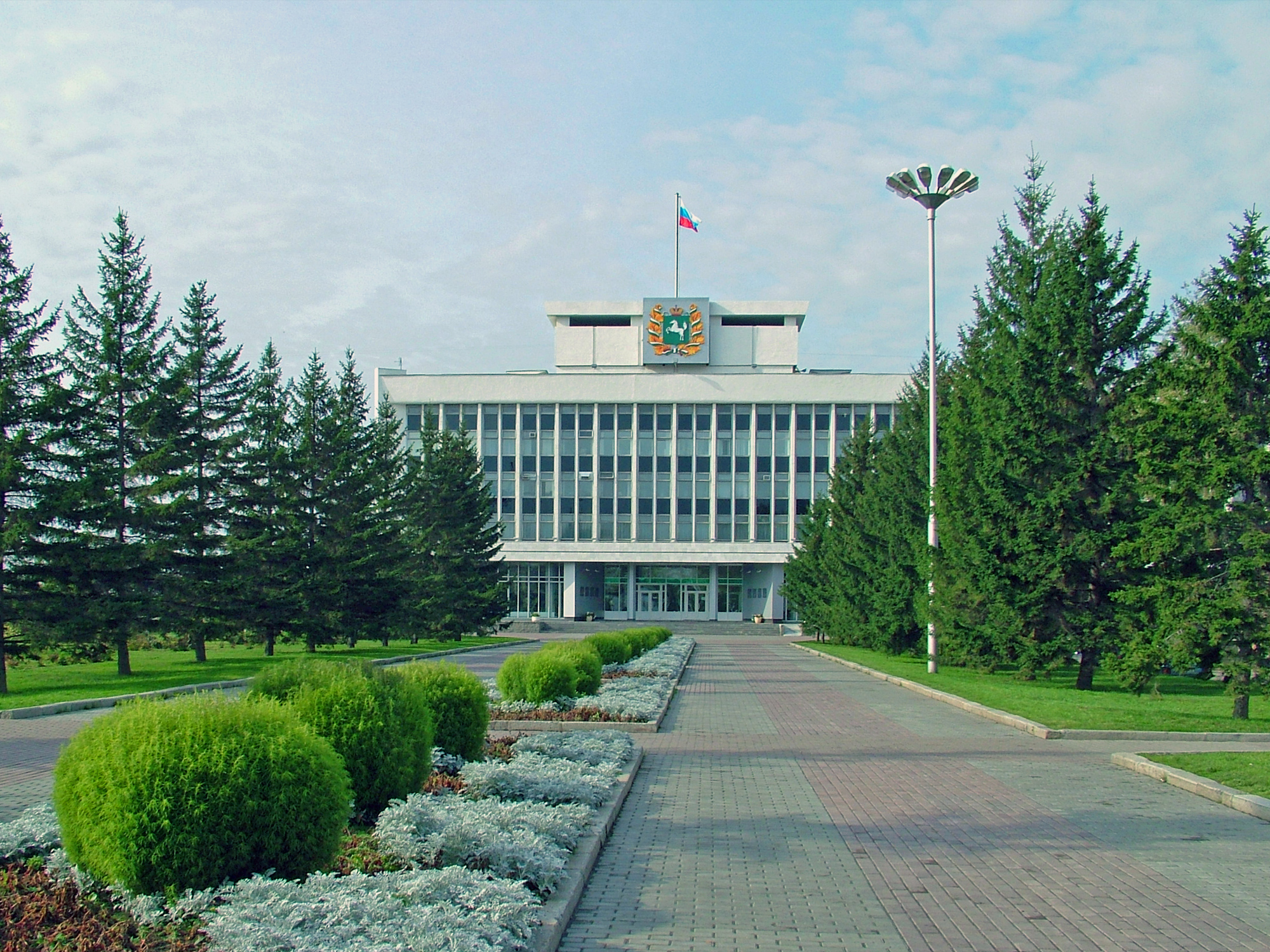
Здание администрации Томской области

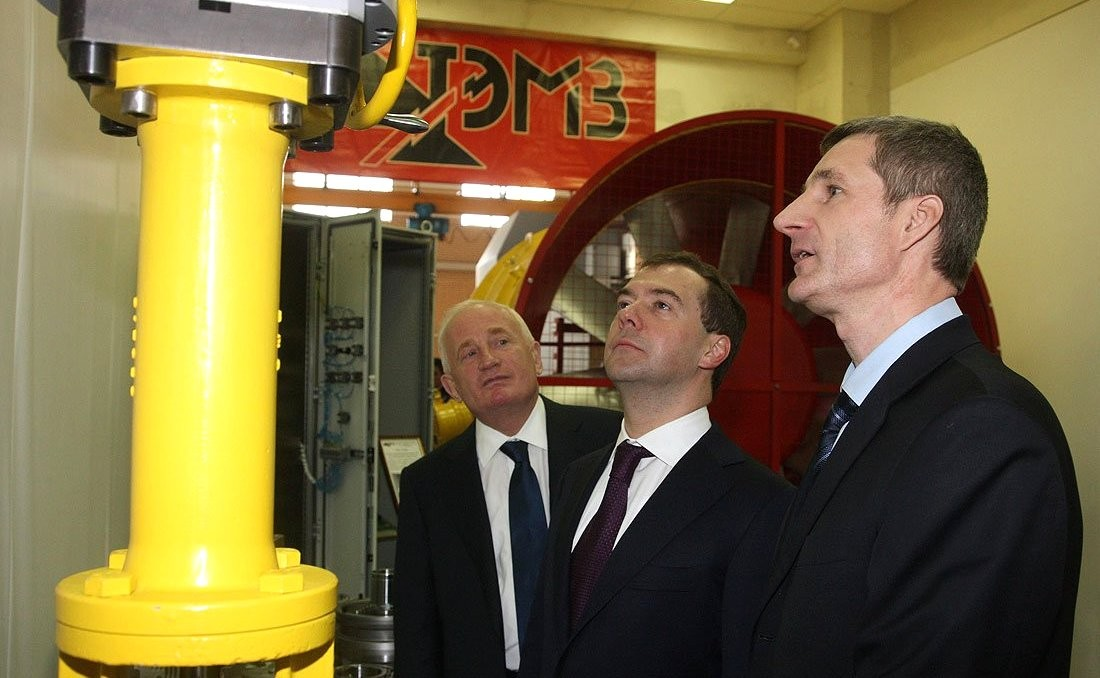
Дмитрий Медведев и Виктор Кресс на ТЭМЗ, 11 февраля 2010 года

26 июля 1995 года принят Устав Томской области, который ввёл должность губернатора области. 17 декабря того же года Кресс был избран на этот пост, набрав 51,87 % и 22 декабря вступил в должность. Переизбирался на этот пост в сентябре 1999 года и в сентябре 2003 года. Кресс стал девятым губернатором-немцем в истории Томска.
С 2 сентября 2000 по 12 марта 2001 — член президиума Государственного совета Российской Федерации.
5 марта 2007 года президент Российской Федерации В. В. Путин внёс его кандидатуру на рассмотрение областной думы, а 10 марта, за день до голосования по выборам в областную думу, депутаты старого состава на экстренном заседании думы утвердили его кандидатуру на посту губернатора Томской области. Таким образом, он более 20 лет руководил Томской областью.
12 декабря 1993 года Виктор Кресс был избран депутатом Совета Федерации Федерального собрания Российской Федерации (член Комитета по бюджету, финансовому, валютному и кредитному регулированию, денежной эмиссии, налоговой политике и таможенному регулированию).
С 1 января 1996 г. по должности входил в Совет Федерации Федерального Собрания Российской Федерации, являлся членом Комитета науке, культуре, образованию, здравоохранению и экологии. Сложил полномочия члена Совета Федерации с 1 января 2002 г. в соответствии с новым порядком формирования верхней палаты российского парламента.
С декабря 1996 — заместитель председателя Совета ассоциации «Сибирское соглашение».
В 1997—2000 — член Политсовета движения «Наш дом — Россия».
С 26 июня 1998 года по 2001 год — председатель Совета межрегиональной ассоциации «Сибирское соглашение».
С января 1998 по 1999 и с 2004 по декабрь 2010 — президент футбольного клуба «Томь».
В сентябре 1998 года вошёл в состав Президиума Правительства РФ по должности председателя  ассоциации «Сибирское соглашение».
Кандидат экономических наук. В 1999 году защитил кандидатскую диссертацию по теме «Механизм государственного регулирования инновационных преобразований экономики субъектов федерации».
В декабре 2004 года вступил в партию «Единая Россия».
Дважды избирался членом совета директоров РАО «ЕЭС России», руководил межведомственной группой по реформированию электроэнергетики. Был членом совета директоров ОАО "Восточная нефтяная компания" (ВНК). Возглавляет ряд благотворительных и просветительских фондов, в том числе фонд им. Яблокова (медицинский).

### Экономическая политика

#### Распределение нефтяных квот
В 1994 году в Томской области разгорелся скандал, связанный с распределением Виктором Крессом региональных экспортных квот на нефть. По утверждению бывшего председателя комитета по внешнеэкономической деятельности администрации Томской области Бориса Шайдуллина, Кресс в течение 1992—1993 годов лично выделил все эти квоты производственному объединению «Томскхлебопродукт», которое весьма неэффективно проводило экспортные операции.
27 января 1994 года, сразу после своей отставки, Борис Шайдуллин возложил на Кресса ответственность за то, что в Томской области отсутствует контроль за экспортом нефти, поступлением валютной выручки и закупками зерна за границей. По его словам, в начале 1992 года в томской администрации была создана комиссия по распределению экспортных региональных квот на нефть и лес, однако, вопреки всем её решениям Кресс лично выделил все квоты «Томскхлебопродукту», который возглавлял тогдашний начальник областного департамента потребительского рынка Александр Таловский. В результате этого Томская область потеряла $3 млн.
Шайдуллин утверждает, в частности, что 8 апреля 1992 года Виктор Кресс выделил «Томскхлебопродукту» региональную экспортную квоту на нефть в объёме 48,2 тысяч тонн, предприятие поставило эту нефть фирме «Профинансе», входящую в бельгийский концерн РДИ. По условиям контракта, зарубежный партнёр должен был осуществить встречные поставки 50 тонн зерна, однако не сделал этого. Несмотря на происшедшее, Кресс продолжал выделять квоты на нефть «Томскхлебопродукту». Как позже пояснила пресс-служба обладминистрации, область действительно потеряла $3 млн — но это «по неопытности» производственного объединения.
21 марта 1994 года Шайдуллин направил прокурору Томской области Хусаину Пономарёву письмо с просьбой возбудить уголовное дело в отношении Виктора Кресса по ст. 172 и 170 УК России (халатность, злоупотребление служебным положением). Однако реакции от прокуратуры не последовало.
Позже администрация Томской области пояснила, что комиссия во главе с Шайдуллиным предложила выделить нефтяную квоту «Центру научно-технической информации» (ЦНТИ), где до перехода в администрацию работал сам Борис Шайдуллин. Администрация области считает это «лоббирование» истинной причиной конфликта Шайдуллина с Крессом.

#### Продажа Пудинской группы месторождений нефти
В 1994 году администрация Томской области провела конкурс на право разведки и разработки месторождений нефти и газа в Парабельском районе («Пудинская группа»), результаты которого привели к конфликту Кресса с руководством компании «Томскнефть».
Международный тендер на слаборазведанную Пудинскую группу был подготовлен в 1992 году, однако по разным причинам откладывался. Конкурс был проведён весной 1994 года, как сообщалось, на прежних жёстких условиях. Вся территория была разделена на 20 «блоков», причём заявки на «территории меньше одного блока» не принимались, а сумма бонуса рассчитывалась за каждый квадратный километр блока.
На конкурс подали заявки две организации: швейцарский консорциум IMEG Management S. A. и российское АО «Конвенция» совместно с норвежской фирмой Scandinavian International & Investment. «Конвенция» не представила сведений о своих финансовых и технологических возможностях, а также предложила меньший размер бонуса, чем швейцарцы — $2,2 млн против $8,5 млн.
Тем не менее, по итогам конкурса IMEG достались наиболее лакомые части 9, 10 и 17-го конкурсных блоков, на которых находятся выявленные месторождения нефти общей мощностью 23 млн тонн.
Генеральный директор «Томскнефти» Леонид Филимонов заявил, что у него состоялся «крутой разговор» с Виктором Крессом, подписавшем заключение об итогах конкурса. Он заявил, что узнал о конкурсе лишь за месяц до объявления его итогов, поэтому даже если бы «Томскнефть» приняла в нём участие, она не смогла бы как следует подготовиться и соревноваться с иностранцами.
Как позже сообщил бывший председатель комитета по внешнеэкономической деятельности администрации Томской области Борис Шайдуллин, Кресс своим решением изменил условия конкурса, но не опубликовал новых условий ни в российской, ни в зарубежной прессе. Шайдуллин усмотрел в ходе его проведения протекционизм в отношении консорциума IMEG, который, в отличие от других участников конкурса, получил бесплатно полную и концептуальную геологическую информацию по конкурсным месторождениям.
Шайдуллин попросил областную прокуратуру подробно рассмотреть результаты проведения международного конкурса.

### Совет Федерации
22 апреля 2012 года на выборах в Совет муниципального образования «Куяновское сельское поселение» (Первомайский  район Томской области) бывший губернатор вошёл в число 5 избранных депутатов в этом органе местного самоуправления. Этот депутатский мандат был нужен Крессу для того, чтобы получить пост члена Совета Федерации.
17 мая 2012 года назначен членом Совета Федерации Федерального Собрания Российской Федерации — представителем в Совете Федерации Федерального Собрания Российской Федерации от администрации Томской области. Заместитель председателя комитета по науке, образованию, культуре и информационной политике. Член Комитета Совета Федерации по международным делам.

## Санкции
24 марта 2022 года, на фоне вторжения России на Украину, внесён Канадой в санкционный список «соратников режима» за «содействие в нарушении суверенитета и территориальной целостности Украины».
30 сентября 2022 года внесён санкционный список Соединённых Штатов Америки «за аннексию Путиным регионов Украины» и одобрение закона о фейках. Государственный департамент отмечал, что сенаторы  «проголосовали за одобрение просьбы Путина о вводе войск в Украину, что послужило неоправданным предлогом для полномасштабного вторжения России в Украину».
16 декабря 2022 года включён в санкционный список Евросоюза, так как «поддерживал и реализовывал действия и политику, которые подрывают территориальную целостность, суверенитет и независимость Украины и ещё больше дестабилизируют Украину», в частности, он голосовал за ратификацию договоров о дружбе с самопровозглашёнными ЛНР и ДНР.
По аналогичным основаниям находится в санкционных списках Великобритании, Швейцарии, Украины, Австралии и Новой Зеландии.

## Инциденты с Крессом
- 2 марта 2010 года после отчёта исполняющего обязанности мэра Томска Николая Николайчука на открытом собрании городской думы о проделанной за год работе, к губернатору, выходящему из зала, подошёл местный житель Сергей Зайков, известный по участию в митингах и акциях протеста, и со словами «За смерть моей бабушки!» ударил Кресса по лицу. После удара у Кресса выступила кровь, однако он вытер её платком «и пошёл дальше», отмечает пресс-служба губернатора. Никакого ощутимого вреда здоровью Кресса нанесено не было. 4 марта Кировский районный суд арестовал Зайкова, в отношении него было возбуждено уголовное дело по части 1 статьи 318 УК РФ (применение насилия, не опасного для жизни и здоровья, в отношении представителя власти в связи с исполнением им своих должностных обязанностей)[71]. Российские адвокаты Валерий Доронин, Роберт Зиновьев, Лев Лялин, Анна Ставицкая и Юрий Шмидт считали, что суд «перегнул палку», арестовав Сергея Зайкова[72]. Пресс-секретарь губернатора Андрей Остров  заявил о политическом заказе против губернатора. Городские депутаты от «Единой России» накануне выборов в городскую думу обвинили своих политических оппонентов в организации покушения на Виктора Кресса[73]. 2 сентября Зайков был отпущен под подписку о невыезде[74][75]. 27 сентября Зайкову было предъявлено обвинение[76]. 8 июля 2011 года суд Кировского района Томска приговорил Зайкова к 2,5 годам лишения свободы в колонии общего режима[77][78]. Через 2 года он вышел на свободу по истечении срока заключения[79].
- 30 марта 2010 на заседании областного совета общественной безопасности после произошедших накануне терактов в московском метро глава Томской области Виктор Кресс фактически поставил знак равенства между террористами и недовольными политикой власти[80].
- В июле 2014 года на пресс-конференции члена Совета Федерации Виктора Кресса в «РИА Новости-Томск» произошёл инцидент, в результате которого зал пресс-конференции пришлось покинуть журналисту Станиславу Микрюкову, одному из создателей интернет-издания «Ново-Томск», которое известно критическими материалами о работе властей. Когда Кресс заявил, что с приходом «Веолии» в Томске стали реже случаться аварии на водопроводе, Микрюков спросил, в какой реальности обитает сенатор. В результате небольшой словесной перепалки ведущая пресс-конференции попросила Станислава Микрюкова удалиться[81][82], а пресс-секретарь Кресса Андрей Остров назвал Микрюкова придурком[83].

## Семья
Женат, двое детей, четыре внука. Жена Людмила Васильевна Кресс (урожд. Новикова, род. в 1947[страница не указана 1782 дня]) — по данным на 2008 год работала ведущим экономистом в отделе цен в комитете государственной статистики Администрации Томской области[страница не указана 1782 дня], ныне пенсионер; дочь Елена (род. в 1969[страница не указана 1782 дня]) — кандидат медицинских наук, главный врач томского НИИ кардиологии, сын Вячеслав (1974 г. р.) — кандидат юридических наук, председатель Арбитражного суда Московской области (2018—2019), с июля 2019 года — председатель Арбитражного суда Московского округа.

## Книги
- «Томская область: сегодня и завтра» (1997)
- «Трудное время России. Взгляд из провинции» (1998)
- «Томская область на перекрёстке столетий» (1999)
- «Томская область. Начало XXI века» (2002)
- «Прямые ответы на сложные вопросы» (2003)
- «Счастливые истины. Сельские истории» (2018)
- «Счастливые истины. Губернаторские истории» (2023)

## Награды
- Медаль «За трудовую доблесть» (1976)[4][6]
- Орден «Знак Почёта» (1986)[4][6]
- Благодарность Президента Российской Федерации (12 августа 1996) — за активное участие в организации и проведении выборной кампании Президента Российской Федерации в 1996 году[89]
- Орден «За заслуги перед Отечеством» IV степени (13 ноября 1998) — за заслуги перед государством и большой вклад в социально-экономическое развитие области[90]
- Почётная грамота Правительства Российской Федерации (13 ноября 1998) — за большой личный вклад в социально-экономическое развитие Томской области и многолетний добросовестный труд[источник не указан 241 день]
- Орден святого благоверного князя Даниила Московского I степени (РПЦ, 2002)[6]
- Знак отличия «За заслуги перед Томской областью» (26 февраля 2004) — за большой личный вклад в решение задач социально-экономического развития регионов, успешное управление областью в период политических и экономических реформ, обеспечение стабильности, мира и согласия на томской земле[91]
- Почётный работник высшего профессионального образования Российской Федерации (2003)[92]
- Почётный знак «За заслуги в развитии олимпийского движения в России» (3 августа 2004, ОКР)[93]
- Почётный гражданин Томска (31 августа 2004)[94]
- Почётный гражданин Томской области (31 октября 2008) — за большой вклад в решение задач социально-экономического развития Томской области, многолетнюю плодотворную работу[95]
- Нагрудный знак МИД России «За вклад в международное сотрудничество» (6 ноября 2008) — за активную международную деятельность, за развитие международного сотрудничества Томской области со странами Евросоюза, Юго-Восточной Азии, Израилем, США[96].
- Орден «За заслуги перед Отечеством» III степени (16 ноября 2008) — за большой личный вклад в социально-экономическое развитие области и многолетнюю добросовестную работу[97]
- Почётная грамота Правительства Российской Федерации (19 ноября 2008) — за большой личный вклад в социально-экономическое развитие Томской области и многолетний добросовестный труд[98]
- Почётная грамота Президента Российской Федерации (12 декабря 2008) — за активное участие в подготовке проекта Конституции Российской Федерации и большой вклад в развитие демократических основ Российской Федерации[99]
- Орден преподобного Сергия Радонежского I степени (1 марта 2009, РПЦ)[100]
- Орден «За заслуги перед Федеративной Республикой Германия» (23 ноября 2010)[101]
- Орден Почёта (23 августа 2011, Молдавия) — в знак высокого признания особых заслуг в развитии молдо-российских отношений дружбы и сотрудничества и за содействие в проведении социально-гуманитарных акций[102].
- Орден «За заслуги перед Отечеством» II степени (3 февраля 2012) — за заслуги перед государством и многолетнюю добросовестную работу [103]
- Орден Александра Невского (29 июня 2018) — за заслуги в укреплении российской государственности, развитии парламентаризма и активную законотворческую деятельность[104][105]
- Почетный знак «За вклад в развитие города Томска» (2023)[106]

### Публикации о Крессе
- Томская оппозиция собрала 5 тысяч подписей с требованиями отставки губернатора
- Футболистов не подключают к трубе. «Томь» оказалась на грани краха // Коммерсантъ (19.06.2009).
- «Томскую НЕДЕЛЮ» услышала Москва // Юлия Иванова, Томская неделя. — 2009. — 22 октября.
- Дело Макарова «заказал» губернатор Виктор Кресс? // Олег Александров, The Moscow Post. — 2010. — 13 ноября.
- Виктор Кресс — двадцать лет спустя (фото)
- В Томске презентовали книгу о Крессе, его команде и эпохе его работы. Дата обращения: 4 марта 2016. Архивировано 4 марта 2016 года.
- Вчерашние сибирские губернаторы: былое и настоящее
- Виктор Кресс: променять Томск на Москву не собираюсь
- Виктор Кресс отмечает 70-летний юбилей. Дата обращения: 28 апреля 2020. Архивировано 23 декабря 2019 года.